# 丘斯迪诺
丘斯迪诺（義大利語：Chiusdino），是意大利托斯卡纳大区锡耶纳省的一个市镇。总面积141平方公里，人口1991人，人口密度14.1人/平方公里（2009年）。ISTAT代码为052010。